# Simon Byl
Pour les articles homonymes, voir Byl.
Simon Byl est un helléniste belge né le 30 juin 1940 à Etterbeek (Région de Bruxelles-Capitale) et décédé à Anderlecht le 21 septembre 2018.

## Biographie
Simon Byl naît en 1940 à Etterbeek, sept semaines après l'invasion de la Belgique. 
Après avoir terminé ses humanités gréco-latines à l'Athénée de Koekelberg (Bruxelles), il s'inscrit à la Faculté de Philosophie et Lettres de l'Université libre de Bruxelles (ULB) où il obtint le grade d'agrégé de l'enseignement secondaire supérieur en 1962 et celui de docteur en Philosophie et Lettres, groupe « Philologie classique », en 1973.
Après avoir enseigné pendant douze ans les langues anciennes à l'Athénée Royal Jules Bordet, il retourna à son alma mater en 1974 pour diriger en tant qu'assistant les exercices pratiques et enseigner l'histoire de la Grèce, de la philosophie et de la culture en philologie classique.
Chargé de cours en 1975, il devient professeur en 1985 et professeur ordinaire en 1990. Il préside alors la Section de Philologie classique. Depuis 1985, il est titulaire de la chaire d'histoire de la biologie grecque au Fonds de la recherche scientifique ; depuis 1989 il donne un cours d’histoire de la médecine gréco-romaine à la Faculté de Médecine et de Pharmacie de l'ULB.
Avec Raymond Mayer, professeur de stomatologie, il est le promoteur de la première thèse doctorale en sciences dentaires de l'ULB, soutenue par Gerrit Cootjans et portant sur la stomatologie dans le corpus aristotélicien.
Membre de nombreuses sociétés scientifiques dont le Comité Belge d'Histoire des Sciences, la Societas Belgica Historiae Medicinae, l'International Society for the History of Medicine et la Société pour le Progrès des Études Philosophiques et Historiques, Simon Byl a été lauréat de l'Académie royale de Belgique en 1975 et a reçu en 2000 la médaille George-Sarton de l'Université de Gand pour son cours sur l'œuvre d'Hippocrate : "Hippocrate de Cos : de l'hagiographie au rejet et vice-versa".
Il participe, avec Mirko Grmek et Danielle Gourévitch, à une traduction française de Τὰ Γυναικεῖα (Traité sur les maladies des femmes) de Soranos d'Éphèse, l'accoucheur le plus célèbre de l'antiquité.

## Publications
- Tableau synoptique des principales racines grecques, Liège, Dessain, 1966-1976, 42 p.
- Initiation à l’art grec, Liège, Dessain, 1966.
- Petite anthologie de la Biologie d’Aristote, Liège, Dessain, 1974.
- avec Claire Préaux et Georges Nachtergael : Le Paysage grec, Bruxelles, Éditions de l'Université de Bruxelles, coll. « Sources et instruments » (no 4), 1979, 143 p.
- Vocabulaire grec de base, Liège, Dessain, 1980 (réédité régulièrement à partir de 1983 ; 11e édition en 2008 par De Boeck).
- Recherches sur les grands traités biologiques d'Aristote. Sources écrites et préjugés, Bruxelles, Palais des académies, coll. « Mémoires de la Classe des lettres. Académie royale de Belgique », 1980, XLIII-418 p. (édition de sa thèse de 1973)[2],[3].
- avec Robert Joly : édition et traduction  d'Hippocrate,  Du régime, Berlin, Akademie der Wissenschaften, 2003 (collection : Corpus medicorum Graecorum), 338 p.  (ISBN 3050038683).
- "Les Nuées" d’Aristophane. Une initiation à Eleusis en 423 avant notre ère, Paris, L’Harmattan, coll. « L'Ouverture philosophique », 2007, 89 p. (ISBN 978-2-296-03176-0).
- Le rire d'Aristophane, Presses universitaires de la Méditerranée, 2010.
- De la médecine magique et religieuse à la médecine rationnelle hippocratique, Paris, L’Harmattan, coll. « Sciences et société », 2011.
- La médecine à l'époque hellénistique et romaine. Galien, Paris, L’Harmattan, coll. « Sciences et société », 2011.
- De la médecine magique et religieuse à la médecine rationnelle : Hippocrate, Paris, L’Harmattan, coll. « Sciences et société », 2011, 320 p. (ISBN 978-2-296-56141-0).